# Гольфстрим
Гольфстри́м (от англ. gulf stream — течение из залива) — тёплое морское течение в Атлантическом океане. В узком смысле Гольфстримом называют течение вдоль восточного побережья Северной Америки от Флоридского пролива до Ньюфаундлендской банки (так оно, в частности, отмечается на географических картах). В широком смысле Гольфстримом часто называют систему тёплых течений в северной части Атлантического океана от Флориды до Скандинавского полуострова, Шпицбергена, Баренцева моря и Северного Ледовитого океана. Температура у поверхности составляет +25… +26 °C, на глубине 400 м +10… +12 °C. Длина течения вплоть до Шпицбергена составляет около 10 000 км.
Гольфстрим является мощным струйным течением шириной 70—90 км, распространяющимся с максимальной скоростью до нескольких метров в секунду в верхнем слое океана, быстро уменьшающимся с глубиной (до 10—20 см/с на глубинах 1000—1500 м). Полный расход воды в течении имеет порядок 0,1 км³/с. Последние исследования предполагают, что расход Гольфстрима постепенно увеличивается с 30 Sv во Флоридском течении до максимального значения в 150 Sv на 55° западной долготы.
Тепловая мощность составляет примерно {\displaystyle 1{,}4\cdot 10^{15}} ватт. Динамика течения заметно изменяется в течение года. Благодаря Гольфстриму страны Европы, прилегающие к Атлантическому океану, отличаются более мягким климатом, нежели другие регионы на той же географической широте: массы тёплой воды обогревают находящийся над ними воздух, который западными ветрами переносится на Европу. Отклонения температуры воздуха от средних широтных величин в январе достигают в Норвегии 15—20 °C, в Мурманске — более 11 °C.

## Возникновение и курс Гольфстрима
В планетарном масштабе Гольфстрим, как и любое мировое течение, обусловлено в первую очередь суточным вращением Земли, которое разгоняет тропические пассаты, пассатные течения, в том числе Северное пассатное течение, нагоняет избыточное количество воды в Карибское море, определяет силу Кориолиса, прижимающую течение к восточному побережью американского континента. Локально в каждой отдельной области направление и характер течения определяются также очертанием материков, температурным режимом, распределением солёности и другими факторами.
Предшественник Гольфстрима, Юкатанское течение, вытекает из Карибского моря в Мексиканский залив через узкий пролив между Кубой и Юкатаном. Там вода либо уходит по круговому течению залива, либо образует Флоридское течение, которое следует через ещё более узкий пролив между Кубой и Флоридой и выходит мощным потоком в Атлантический океан. Средний расход воды во Флоридском проливе — 25 млн м³/с.
Успев набрать в Мексиканском заливе значительное количество тепла, Флоридское течение соединяется возле Багамских Островов с Антильским течением и превращается в Гольфстрим, который течёт узкой полосой вдоль побережья Северной Америки. На уровне Северной Каролины Гольфстрим покидает прибрежную зону и поворачивает в открытый океан. Максимальный расход течения при этом достигает 85 млн м³/с. Примерно в 1500 км далее, Гольфстрим сталкивается с холодным Лабрадорским течением, отклоняющим его ещё больше на восток в сторону Европы. Двигателем смещения на восток выступает также сила Кориолиса.
В этой области Гольфстрим часто образует ринги — вихри в океане:87—89. Отделяющиеся от Гольфстрима в результате меандрирования, они имеют диаметр около 200 км и движутся в океане со скоростью 3—5 см/с.
По пути в Европу Гольфстрим теряет большую часть энергии из-за испарения, охлаждения и многочисленных боковых ответвлений, сокращающих основной поток, однако, доставляет всё ещё достаточно тепла в Европу, чтобы создать в ней необычный для её широт мягкий климат.
Продолжение Гольфстрима к северо-востоку от Большой Ньюфаундлендской банки известно как Северо-Атлантическое течение. Северо-Атлантическое течение пересекает Атлантический океан в северо-восточном направлении, теряя значительную часть энергии в ответвлениях на юг, где Канарское течение замыкает основной цикл течений северной Атлантики. Ответвления на север в Лабрадорскую котловину образуют течение Ирмингера, Западно-Гренландское течение и замыкаются Лабрадорским течением. При этом основной поток Гольфстрима прослеживается ещё далее на север вдоль побережья Европы как Норвежское течение, Нордкапское течение и другие. Следы Гольфстрима в виде промежуточного течения наблюдаются также в Северном Ледовитом океане.

## Нарушение течения Гольфстрим

### Неустойчивость течения
Известно, что севернее мыса Гаттерас Гольфстрим теряет устойчивость. В нём наблюдаются квазипериодические колебания с периодом 1,5—2 года, аналогичные колебаниям струйного течения в атмосфере, известные как цикл индекса.

### Гипотеза о связи изменений климата с нарушениями течения Гольфстрим
Учитывая влияние Гольфстрима на климат, предполагается, что в краткосрочной исторической перспективе возможна климатическая катастрофа, связанная с нарушением течения. У многих вызывает опасения, что из-за глобального потепления и таяния северных ледников воды опресняются, а поскольку Гольфстрим образуется при взаимодействии солёной и пресной воды, Европа перестает обогреваться и начинается ледниковый период.
В настоящее время изменение баланса пресной воды в Северной Атлантике недостаточно для резкого понижения температуры, возможно лишь замедление глобального потепления в Северной Атлантике.

#### Исторические данные
В пользу принципиальной возможности подобной катастрофы приводятся данные о катастрофических изменениях климата, происходивших на нашей планете ранее. В том числе имеющиеся свидетельства о Малом ледниковом периоде или данные анализа льдов Гренландии.

#### Глобальное потепление
Также считается, что нарушение течения может стать результатом глобального потепления, поскольку на динамику течения оказывает значительное влияние солёность океанской воды, уменьшающаяся из-за таяния льдов. Возможно также влияние уменьшающейся разности температур между полюсом и экватором при усилении парникового эффекта. Таким образом, «глобальное потепление» грозит Европе катастрофическим похолоданием.
В настоящее время изменение баланса пресной воды в Северной Атлантике недостаточно для резкого понижения температуры, возможно лишь замедление глобального потепления в Северной Атлантике.
Ученые Университетского колледжа Лондона обратили внимание на то, что течение Гольфстрим сильно замедлилось и в настоящее время достигло минимума за последние 1600 лет. Это может привести к появлению суровых зим в Западной Европе, а также к ускоренному росту уровня моря и ослаблению тропических дождей. В результате анализа[какого?] размера датированных[что?] песчинок в отложениях на мысе Гаттерас в Северной Каролине сделан вывод о том, что скорость Атлантической меридиональной циркуляции достигла рекордного минимума после окончания Малого ледникового периода в XIV—XIX веках.

#### Возможность влияния аварии наDeepwater Horizonна Гольфстрим
В связи с аварийным выходом нефти на платформе Deepwater Horizon в Мексиканском заливе в апреле 2010 года, появились сообщения о нарушениях в непрерывном течении Гольфстрима «…в результате истечения нефти из повреждённой скважины»

#### Обоснованность гипотезы
В настоящее время нет достаточно обоснованных данных о влиянии вышеупомянутых факторов на климат. Есть и прямо противоположные мнения. В частности, по мнению доктора географических наук, океанолога Бондаренко А. Л., «режим „работы“ Гольфстрима не изменится». Это аргументируется тем, что фактического переноса воды не происходит, то есть течение является волной Россби. Поэтому никаких внезапных и катастрофических изменений климата Европы не произойдёт.